# Kvazi-rat
Kvazi-rat (fra. Quasi-guerre) ili Američko-francuski pomorski rat 1798. – 1801., ratni sukob između Sjedinjenih Američkih Država i Prve Francuske Republike.
Tijekom Napoleonovih ratova, francuski gusari preplavili su mora i radili prepade na britanski trgovački promet. Kako diplomatski pregovori s Francuskom nisu urodili plodom, Kongres je 28. svibnja 1798. odlučio da bez objave rata otpočne vojna djelovanja protiv francuskih gusara, a ta je odredba nakon 9. srpnja iste godine proširena i na francuske ratne brodove. Kako ovaj pomorski rat nije formalno objavljen ni kasnije,  iz toga ga razloga Amerikanci nazivaju i quasi-war.

## Tijek oružanog sukoba
Ratna mornarica SAD-a raspolagala je početkom rata s 3 fregate i većim brojem naoružanih trgovačkih brodova (do kraja rata preko 1000 različitih vrsta brodovlja). Njezino djelovanje olakšavalo je suradnja s britanskim ratnim brodovima. Francuska ratna mornarica imala je u vodama Zapadne Indije samo nekoliko ratnih, ali mnogo gusarskih brodova. Glavno ratište bilo je Karipsko more. Krajem 1798. ratna mornarica SAD-a u vodama Zapadne Indije raspolagala je već znatnim snagama organiziranima u 4 grupe, ojačane dijelom i naoružanim trgovačkim brodovima.
Bitka između američke fregate Constellation i francuske fregate L'Insurgente 9. veljače 1799. bio je jedan od najznačajnijih sukoba u ratu. Boljom taktikom i preciznijom vatrom Amerikanci su uspeli da pobijediti u ovom prvom vatrenom krštenju i te su i zarobili protivničku fregatu. Fregata Constellation se ubrzo ponovo istakla u noćnom dvoboju s francuskom fregatom Vengeance. U oba sukoba istaknuo se komodor Thomas Truxtun kao jedna od najboljih pomorskih zapovjednika mornarice SAD-a.
Rat je dosegao svoj vrhunac 1800., kada se proširio i na vode Dalekog istoka. Sve u svemu u stotinjak manjih ili većih okršaja, Amerikanci su zarobili ili uništili oko 85 francuskih. brodova. Gubici američke trgovačke flote, koji su samo u posljednjoj godini prije početka sukoba iznosili oko 300 brodova, naglo su se smanjili i u toku rata postali neznatni. Američka ratna mornarica izgubila je u borbenim djelovanjima svega 1 naoružanu škunu. Pri kraju rata američka mornarica brojala je oko 50 ratnih brodova.
Mirovni ugovor potpisan je 30. rujna 1800. u Mortefontaineu u Francuskoj, a Kongres ga je ratificirao 3. veljače 1801. Ovaj sukob ukazao je kako Sjedinjene Američke Države moraju ojačati svoju ratnu mornaricu radi zaštite prekomorskog prometa. Također je ovaj sukob poslužio i afirmaciji SAD-a na moru. 